# Anna Pihl
Anna Pihl är en dansk tv-serie i polismiljö, regisserad av Mikkel Nørgaard och skriven av Jeppe Gjervig Gram, som i Sverige visas på TV 4 och i Danmark på TV 2/Danmark. Handlingen kretsar kring huvudpersonen Anna Pihl, som spelas av Charlotte Munck, och de utmaningar hon möter som polis i en mansdominerad miljö och som ensamstående förälder. Hon är mor till Mikkel, som är fyra år vid seriens början och delar bostad med Jan, en homosexuell man som gärna vill ha ett barn. Det har spelats in tre säsonger av serien och det första avsnittet av den första säsongen visades i Danmark den 13 februari 2006.
Titelmelodin heter In the End I Started och är skriven och insjungen av Niels Brinck. 

## Handling
Säsong 1
Pihl är ny på polisstationen Bellahøj. Hon hamnar redan i första avsnittet i ett slagsmål, och hennes arbetspartner Mikala Hansen blir knivskuren. Anna träffar Martin, som senare i serien blir Annas pojkvän. Varje avsnitt är händelserikt: en våldtäktsman och mördare får tag på Anna, Annas bror Mads kör ihjäl en flicka när han är berusad med mera. 
Mikala Hansen hamnar i stora problem när hon tar med sig tjänstepistol och stöldmaterial (väska) till ett disco, och det blir stulet. Det hamnar i alldeles fel händer, nämligen i Stavros. Mikala får tillbaka väskan och sin pistol, men hon anar inte hur Stavro egentligen är. Efter en tid börjar han pressa henne, och tvingar henne förse honom med fakta om en informatör som är ett hot för honom. Mikala blir alltmer indragen i Stavros nät, och får stora problem, om Mikala inte hjälper honom hotar Stavro med att polisanmäla Mikala, och då är ju hennes jobb som polis över.
Anna upptäcker också att hennes pojkvän Martin är en person med ett förflutet som inte riktigt vill släppa honom. I slutet av serien blir Martin knivhuggen och hans liv sätts på spel. Anna blir befordrad och ska åka till London för att gå en förhandlarutbildning.
Säsong 2
Anna har nu jobbat ett tag på Bellahøj, och känner alla väl.
Anna håller på att bli utbildad till medlare och bor med Mikkel, Jan och sin pojkvän Martin. Annas liv är toppen. Martin är dock fortfarande inte helt återställd efter att han blivit knivhuggen. Han blir beordrad att skaffa sig ett nytt jobb p.g.a. att hans hjärta inte orkar med. Han träffar en annan och Anna och Martin gör slut. 
Mikala är tillbaka efter det händelserika året, och hon är knarkfri. Men är hennes son Tobias det?

## Skådespelare

### Station Bellahøj
- Anna Pihl: Charlotte Munck
- Mikala Hansen: Iben Hjejle
- Kim G. Blomberg: Paw Henriksen
- Karim: Said Chayesteh
- Martin: Claes Bang
- Ole: Henrik Birch
- Eva: Tammi Øst

### Övriga
- Jan: Peter Mygind
- Henning Pihl: Kurt Ravn
- Mads Pihl: Frank Thiel
- Mikkel Pihl: William Hagedorn-Rasmussen
- Daniel Nordström: Ola Rapace
- Therese: Anne-Grethe Bjarup Riis
- Thomas Hansen: Morten Hauch-Fausbøll
- Tobias Hansen: Jonas Wandschneider